# Гийом Депардийо
Гийо̀м Жан Максѝм Антоа̀н Депардийо̀ (на френски: Guillaume Jean Maxime Antoine Depardieu) e френски филмов, телевизионен и театрален актьор. 

## Биография
Той е син на френските актьори Елизабет Депардийо и Жерар Депардийо. Негова сестра е актрисата Жули Депардийо. Дебютира в киното през 1974 г. във филма „Pas si méchant que ça“. До края на живота си през 2008 г. се и снимал общо в 43 филма и сериали. В България е познат с ролите си във филмите „Всички утрини на света“ (1996), „Страх(ове) от мрака“ (глас в анимация, 2007), „Истински живот“ (2009). Почива през 2008 г. от вирусна пневмония по време на снимките на филм в Румъния.

## Избрана филмография
| година | филм   | оригинално заглавие | роля | режисьор    | бележки |
| ------ | ------ | ------------------- | ---- | ----------- | ------- |
| 1999   | Пола X | Pola X              | Пиер | Леос Каракс |         |

## Награди
- Носител на наградата „Сезар“ най-добър млад актьор за участие във „Всички утрини на света“, 1996 г.
- Номинация за наградата „Сезар“ за най-добър актьор, 2009 г.